# سیارک ۶۱۱۵
سیارک ۶۱۱۵ (به انگلیسی: 6115 Martinduncan، نامگذاری:1984SR2) شش هزار و صد و پانزدهمین سیارک کشف شده‌است که در ۲۵ سپتامبر ۱۹۸۴ کشف شد.
قدر مطلق سیارک برابر ۱۴٫۱۰ است.